# Panorpa obliqua
Panorpa obliqua är en näbbsländeart som beskrevs av Carpenter 1945. Panorpa obliqua ingår i släktet Panorpa och familjen skorpionsländor. Inga underarter finns listade i Catalogue of Life.